# Шенер, Якуп
Якуп Шенер (тур. Yakup Şener; род. 1 сентября 1990, Трабзон) — турецкий боксёр, представитель лёгкой и первой полусредней весовых категорий. Выступал за сборную Турции по боксу в период 2004—2016 годов, двукратный чемпион национального первенства, победитель и призёр турниров международного значения, участник летних Олимпийских игр в Лондоне.

## Биография
Якуп Шенер родился 1 сентября 1990 года в городе Трабзон, Турция. Проходил подготовку в боксёрском клубе «Фенербахче» в Стамбуле под руководством тренера Мехмета Дегирменджи.
В 2004 году выступил на чемпионате Европы среди школьников в Венгрии. Два года спустя боксировал на европейском первенстве среди кадетов в Албании и на мировом первенстве среди кадетов в Стамбуле, где завоевал бронзовую медаль, уступив на стадии полуфиналов россиянину Владимиру Саруханяну. Ещё через год участвовал в кадетском чемпионате Европы в Венгрии и кадетском чемпионате мира в Азербайджане.
Впервые заявил о себе на взрослом уровне в сезоне 2008 года, когда одержал победу на чемпионате Турции в Адане в зачёте лёгкой весовой категории — одолел здесь всех соперников, в том числе в финале взял верх над Фатихом Келешом. Помимо этого выступил на молодёжном чемпионате мира в Гвадалахаре, стал серебряным призёром Кубка Дана Позняка в Вильнюсе.
На чемпионате Турции 2010 года в Мерсине стал вторым в первом полусреднем весе, проиграв в финале Онуру Шипалу.
В 2011 году вновь выиграл чемпионат Турции.
На европейской олимпийской квалификации в Трабзоне победил всех соперников по турнирной сетке и благодаря этому удачному выступлению удостоился права защищать честь страны на летних Олимпийских играх 2012 года в Лондоне. Выступая в категории до 64 кг, благополучно прошёл первого соперника, тогда как во втором бою в 1/8 финала со счётом 8:16 потерпел поражение от узбека Уктамжона Рахмонова.
После лондонской Олимпиады Шенер остался в составе турецкой национальной сборной и продолжил принимать участие в различных международных соревнованиях. Так, в 2014 году он стал серебряным призёром чемпионата Турции в полусреднем весе, уступив в финале Ондеру Шипалу, и выиграл бронзовую медаль на домашнем международном турнире «Ахмет Джёмерт» в Стамбуле.
В 2015 году отметился выступлением на Кубке президента в Эрзуруме.
Принимал участие в матчевых встречах лиги World Series of Boxing сезона 2016 года, представляя команду «Турецкие завоеватели». Выходил здесь на ринг против таких известных боксёров как Владимир Матвийчук и Ясниэль Толедо, но обоим проиграл по очкам.